# Priest Rapids

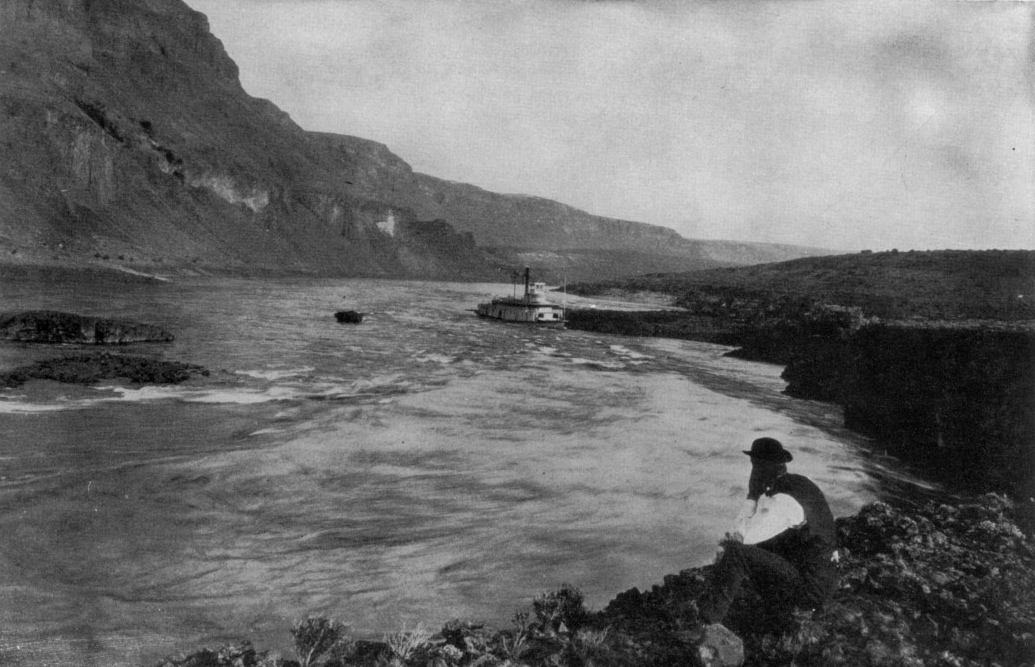
Priest Rapids (1884)

Die Priest Rapids waren ein enger, schnell fließender Abschnitt des Columbia River im zentralen Teil des US-Bundesstaates Washington. In den 1950er Jahren wurden sie durch den Bau des Priest Rapids Dam überflutet.

## Geschichte
Vor dem Bau des Staudamms stürzte der Fluss etwa 20 ft (6 m) auf einer kurzen Strecke in die Tiefe. Insgesamt bestanden die Priest Rapids aus sieben einzelnen Katarakten auf einer Strecke von 14 Kilometern mit einem Höhenunterschied von 22 Metern.
Der Name Priest Rapids wurde 1811 von Alexander Ross, einem Angestellten der Pacific Fur Company, geprägt. Ross schrieb über seinen Besuch der „mächtigen und felsigen Stromschnellen“; dort traf er einen Mann, „Haquilaugh genannt, was … Priester bedeutet“. Haquilaugh war ein einflussreicher Führer der Wanapum, nach dem Ross den Stromschnellen ihren englischen Namen gab.
An den Priest Rapids verengte sich der Columbia River und floss schnell, was sie zu einem idealen Ort für den Lachs-Fang machte. Es gab mehrere Stromschnellen und Fischfangplätze, außerdem etwa ein Dutzend Wanapum-Dörfer am Westufer des Columbia River an den Priest Rapids.
Der Priest Rapids Dam, in den 1950er Jahren erbaut, überflutete die Priest Rapids und zog aus dem Höhenunterschied, den der Fluss hier überwand, die Vorteile zur Nutzung der Wasserkraft für die Energieerzeugung. Es gibt daher heute keine Stromschnellen an den Priest Rapids mehr.